# Vassili Arkhípov
Vassili Arkhípov (rus: Васи́лий Алекса́ндрович Архи́пов)  (Zvorkovo, 30 de gener de 1926 - Jeleznodorojni, 19 d'agost de 1998) va ser un oficial de la Marina Soviètica acreditat per impedir una guerra nuclear soviètica (durant una guerra nuclear previ) la crisi dels míssils cubans. Aquest atac podria haver provocat una resposta termonuclear global important.
Com a comandant de petita flota i segon comandant del submarí B-59 amb motor dièsel, Arkhipov es va negar a autoritzar l'ús pel capità de torpedes nuclears contra la Marina dels Estats Units, una decisió que requeria l'acord de tots els tres oficials superiors a bord.
El 2002, Thomas Blanton, que aleshores era director de l'arxiu de seguretat nacional dels Estats Units, va dir que Arkhipov "va salvar el món".

## Biografia
Arkhipov va néixer en una família de camperols a la ciutat de Staraya Kupavna, a prop de Moscou. Va ser educat a l'Escola Naval Superior del Pacífic i va participar en la guerra Soviètic-Japonesa l'agost de 1945, servint a bord d'un explorador de mines. Es va transferir a l'Escola Naval Superior Caspiana i es va graduar el 1947.

## Carrera inicial
Després de graduar-se el 1947, Arkhipov va servir al servei submarí a bord de vaixells de la Flota del Mar Negre, del Nord i del Bàltic.

## Accident del K-19
El juliol de 1961, Arkhipov va ser nomenat sots-comandant i, per tant, oficial executiu del nou submarí Hotel-class ballistic missile submarine K-19. El juliol de 1961, Arkhipov va ser nomenat sots-comandant i, per tant, oficial executiu del nou submarí K-19 de míssils balístics de Hotel-class. Després d'uns dies de realitzar exercicis a la costa sud-est de Groenlàndia, el submarí va desenvolupar una fuita extrema en el sistema de refrigeració del reactor. Aquesta fuita va provocar una fallada del sistema de refrigeració. Les comunicacions radiofòniques també es van veure afectades i la tripulació no va poder contactar amb Moscou. Sense sistemes de seguretat, el comandant Zateyev va ordenar als set membres de la tripulació d'enginyers que presentessin una solució per evitar la destrucció nuclear. Això requeria que els homes treballessin en alts nivells de radiació durant períodes prolongats. Ells van acabar amb un sistema de refrigeració secundari i van poder evitar que el reactor es dissolgués. Tot i que van poder salvar-se d'un derrocament nuclear, tota la tripulació, inclosa Arkhipov, va ser irradiada. Tots els membres de la tripulació d'enginyers i el seu oficial de divisió van morir en un mes a causa dels elevats nivells de radiació a què estaven exposats. Al llarg de dos anys, quinze mariners més van morir a causa dels efectes posteriors.

## Participació en la crisi dels míssils cubans
- Article detallat: Crisi dels míssils de Cuba

El 27 d'octubre de 1962, durant la crisi dels míssils cubans, un grup d'onze destructors de la Marina dels Estats Units i el portaavions USS Randolph van localitzar el submarí B-59 de la classe Foxtrot de motor nuclear de tipus Foxtrot, prop de Cuba. Tot i estar a les aigües internacionals, els nord-americans van començar a caure càrregues de profunditat de senyalització, explosius destinats a obligar el submarí a sortir a la superfície per a la seva identificació. Durant uns dies no hi va haver cap contacte des de Moscou i, tot i que la tripulació del submarí havia estat recollint abans les emissions de ràdio civils dels Estats Units, un cop B-59 va començar a intentar amagar-se dels perseguidors de la Marina dels Estats Units, era massa profund per controlar qualsevol tràfic de ràdio. Els que hi havia a bord no sabien si havia esclatat la guerra o no. El capità del submarí, Valentín Grigorievitch Savitsky, va decidir que una guerra ja podria haver començat i volia llançar un torpede nuclear.
A diferència dels altres submarins de la flotilla, tres oficials de la borda B-59 van haver de posar-se d'acord per unanimitat per autoritzar un llançament nuclear: el capità Savitsky, l'oficial polític Ivan Semonovich Maslennikov, i l'oficial executiu de la B-59 de la flotilla commodore Arkhipov. En general, els submarins russos armats amb l"arma especial" només cal el capità per obtenir l'autorització de l'oficial polític per llançar un torpede nuclear, però a causa de la posició de Arkhipov com Commodore, B-59's, el capità també requereix l'aprovació de Arjipov. I precisament va esclatar l'argument, amb només Arkhipov contra el llançament.
Tot i que Arkhipov estava al comandament del submarí B-59, en realitat era el Commodore de tota la flotilla submarina, inclosos els B-4, B-36 i B-130. Segons l'autor Edward Wilson, la reputació que Arkhipov s'havia guanyat per la seva valenta conducta en l'incident K-19 de l'any anterior també el va ajudar a triomfar. Arkhipov va persuadir a Savitsky que sortís a l'espera de les ordres de Moscou. Això va evitar eficaçment la guerra mundial general que probablement hauria estat conseqüent si l'arma nuclear s'hagués disparat. Les bateries del submarí funcionaven molt baixes i l'aire condicionat havia fallat, provocant calor extrema i nivells elevats de diòxid de carboni a l'interior del submarí.
Com a resultat es van veure forçats a sortir a la superfície enmig dels perseguidors nord-americans i tornar a la Unió Soviètica.

## Conseqüències
Immediatament al seu retorn a Rússia, molts membres de la tripulació es van veure davant de la disbauxa dels seus superiors. Un almirall els va dir: "Hauria estat millor si haguessis baixat amb el teu vaixell". Olga, la dona d'Arkhipov, fins i tot va dir que "no li agradava parlar-ne, sentia que no havien apreciat el que havien passat". Cada capità havia de presentar un informe dels esdeveniments durant la missió al ministre de la defensa soviètic, Andrei Grechko. Grechko es va enfuriar pel fracàs de la tripulació de seguir les estrictes ordres de secret després de descobrir que havien estat descoberts pels nord-americans. Un oficial fins i tot va assenyalar la reacció de Grechko, afirmant que en saber que eren els submarins dièsel que van anar a Cuba, va treure els vidres i els va colpejar contra la taula amb fúria, trencant-los en trossos petits i sortint bruscament de l'habitació després.
El 2002, el comandant retirat Vadim Pavlovich Orlov, participant en els esdeveniments, va celebrar una conferència de premsa on va revelar que els submarins estaven armats amb torpedes nuclears i que Arkhipov era el motiu pel qual no havien estat disparats aquests dispositius. Orlov va presentar els esdeveniments de manera menys dramàtica, dient que el capità Savitsky va perdre la seva situació, però finalment es va calmar.
Quan es va discutir la crisi dels míssils cubans el 2002, Robert McNamara, el secretari de Defensa dels Estats Units en aquell moment, va declarar: "Ens vam apropar molt a la guerra nuclear", més a prop del que coneixíem en aquell moment. Arthur M. Schlesinger Jr., assessor de l'administració de John F. Kennedy i historiador, va continuar aquest pensament afirmant que "Aquest no va ser només el moment més perillós de la guerra freda. Va ser el moment més perillós de la història de l'ésser humà".

## Vida posterior i mort
Arkhipov va continuar en el servei de la Marina Soviètica, comandant submarins i posteriorment esquadrons submarins. El 1975 va ser ascendit a almirall posterior i va passar a ser cap de l'Acadèmia Naval de Kirov. Arkhipov va ser ascendit a vicealmirall el 1981 i es va retirar a mitjans dels anys vuitanta.
Posteriorment es va establir a Kupavna (que es va incorporar a Zheleznodorozhny, l'òblast de Moscou, el 2004), on va morir el 19 d'agost de 1998. La radiació a la qual Arkhipov havia estat exposat el 1961 pot haver contribuït al càncer de ronyó, com molts altres que van servir amb ell en l'accident del K-19.".
Nikolai Zatéiev, el comandant del submarí K-19 en el moment del seu accident nuclear a bord, va morir nou dies després, el 28 d'agost de 1998. Tant Arkhipov com Zateyev tenien 72 anys en el moment de la seva mort.

## Vida personal

### Família
Vasili Arkhipov es va casar amb Olga Arkhipova van viure junts fins a la seva mort el 1998. Van tenir una filla anomenada Ielena.

## Personatge
Es coneixia que Arkhipov era un home tímid i humil. En un documental del PBS titulat The Man Who Saved the World, la seva dona el va descriure com intel·ligent, educat i molt tranquil. Bona part del que se sap de la seva personalitat prové d'ella. Segons ella, li agradava buscar els diaris durant les vacances i va intentar estar al dia amb el món modern el màxim possible. En aquesta mateixa entrevista, Olga també fa al·lusió a les possibles creences supersticioses del seu marit. Ella recorda que va trobar a Vasili cremant un paquet de les seves cartes d'amor dins de casa, afirmant que guardar les lletres suposaria "mala sort".

## A la cultura popular
L'accident del K-19 va ser la base de la pel·lícula del 2002, K-19: The Widowmaker en català K19.
La quarta cançó del disc de 2017 "The Dusk in Us" de la banda de matemàtiques "Converge" es titula "Arkhipov Calm" i es basa en la seva decisió de crisi de míssils cubans.

## Premis i honors
En reconeixement de les seves accions a bord B-59, Arjipov va rebre el primer "Futur de Vida Premi", que va ser lliurat a títol pòstum a la seva família en 2017. Presentat pel futur de Life Institute, aquest premi reconeix les mesures excepcionals, sovint realitzades malgrat el risc personal i 
sense recompensa òbvia, per salvaguardar el futur col·lectiu de la humanitat.